# ليون شوارتز
ليون شوارتز (بالإنجليزية: Leon Schwartz) هو عازف كمان أمريكي، ولد في 1901، وتوفي في 1989.